# Lenbrassia
Lenbrassia é um género botânico pertencente à família Gesneriaceae.

## Espécie
Lenbrassia australiana

## Nome e referências
Lenbrassia (C.T.White ) G.W.Gillett